# ダリヤ・ピシャルニコワ
ダリヤ・ビタリェブナ・ピシャルニコワ （ロシア語: Дарья Витальевна Пищальникова, ラテン文字転写: Dar'ya Vital'evna Pishchal'nikova, 1985年7月19日 - ）は、円盤投を専門とするロシアの女子陸上競技選手。日本語ではダリア・ピシチャルニコワと表記されることもある。
アストラハン州アストラハン出身。兄のボグダン・ピシャルニコワも円盤投の選手で、弟のキリル・ピシャルニコワはバスケットボール選手である。

## 経歴
ジュニア時代の2001年には世界ユース陸上競技選手権大会に出場して銀メダルを獲得、2004年世界ジュニア陸上競技選手権大会でも同じく銀メダルに輝いた。2006年ヨーロッパ陸上競技選手権大会では自己新記録となる65m55の投擲を見せ金メダルを獲得、世界のトップアスリートの仲間入りを果たした。
大阪で開かれた2007年世界陸上競技選手権大会では自己ベストを更新する65m78を記録し、銀メダルを獲得した。そして2008年の北京オリンピックロシア代表に選ばれたが、2008年7月31日にピシャルニコワは他のロシア代表の女子選手とともにドーピング違反の嫌疑をかけられ、競技を中断せざるを得なくなった。同年10月20日、ピシャルニコワは薬物違反があったと認定され、他の6人のロシア人選手とともに2年間の出場停止処分を受けた。（正確には2年9か月の出場停止処分。）また世界選手権の銀メダルは剥奪された。
2011年に競技に復帰し、韓国・大邱で開かれた同年の世界選手権に出場したが、11位に終わった。2012年のヨーロピアンカップ・ウィンター・スローイングでは2位に入賞し、同年5月には67m00をマークし、自己ベストを更新した。IAAFダイヤモンドリーグの1戦・プリフォンテーンクラシックではサンドラ・ペルコビッチに次いで2位となった。ロシアの国内選手権では、2012年当季最高記録となる70m69のパフォーマンスを見せ優勝、ロンドンオリンピックでの金メダルも見えてきた。
そしてロンドンオリンピックでは69m56を記録し、銀メダルを獲得した。しかし、2012年5月に採取した検体からアナボリックステロイドのオキサンドロロンの陽性反応が検出された。世界アンチ・ドーピング機関（WADA）の検査結果が発表されると、国際陸上競技連盟（IAAF）は一時的に出場停止処分とし、2013年4月30日、ロシア陸上競技連盟は10年間の出場停止処分を言い渡し、同時に2012年5月以降の記録抹消も宣告されたためオリンピックで獲得した銀メダルを剥奪された。

## 主な成績
種目はすべて円盤投。
| 年   | 大会                 | 開催地                    | 順位 | 記録  |
| ---- | -------------------- | ------------------------- | ---- | ----- |
| 2001 | 世界ユース選手権     | ハンガリー デブレツェン   | 2位  | 49m37 |
| 2002 | 世界ジュニア選手権   | ジャマイカ キングストン   | 8位  | 51m98 |
| 2004 | 世界ジュニア選手権   | イタリア グロッセート     | 2位  | 57m37 |
| 2005 | ユニバーシアード     | トルコ イズミル           | 6位  |       |
| 2006 | ヨーロッパ選手権     | スウェーデン イェーテボリ | 1位  | 65m55 |
| 2006 | ワールドカップ       | ギリシャ アテネ           | 4位  |       |
| 2007 | 世界選手権           | 日本 大阪                 | 剥奪 | 65m78 |
| 2011 | 世界選手権           | 韓国 大邱                 | 11位 | 58m10 |
| 2012 | ロンドンオリンピック | イギリス ロンドン         | 剥奪 | 69m56 |